# بانک لاکشمی ویلاس
بانک لاکشمی ویلاس (انگلیسی: Lakshmi Vilas Bank) شرکت خدمات مالی و بانکداری هندی است، که در سال ۱۹۲۶ تأسیس شد.